# 三重県営松阪野球場
三重県営松阪野球場（みえけんえいまつさかやきゅうじょう）とは、三重県松阪市にある中部台運動公園内にある野球場のこと。通称・松阪球場。

## 概要
1975年に開場。開場以来、プロ野球の公式戦は行われていない。独立リーグの三重スリーアローズ（2010年はジャパン・フューチャーベースボールリーグ、2011年は四国アイランドリーグplusに所属）が公式戦の開催を計画していたが、最終的に解散まで一度も使用されなかった。全国高等学校野球選手権三重大会は2002年より開催球場に指定された。
2021年4月1日より命名権を地元松阪市で松阪牛の生産、販売業を行っている瀬古食品が取得し、「ドリームオーシャンスタジアム」の名称になった。
なお、プロ野球の1軍公式戦を開催する場合は公認野球規則の基準に沿ったグラウンドを設計する必要があるが、現状では拡張することが困難であるため、改修工事は凍結状態にある。

## 施設概要
- グラウンド面積：13,787m2
- 両翼：92.8m 中堅：120m
- 収容人数：1万4600人（なお観客席は、内外野ともに芝生）
- 照明：なし
- スコアボード：電光掲示板

## その他
なおこの野球場がある公園全体は、1989年に日本の都市公園100選に選定された。
2007年3月10日に当球場にて、「茨城ゴールデンゴールズin三重」を開催した（vs地元・三重高虎ベースボールクラブ）。なおこの試合は、地元民放テレビ局の三重テレビにて3月18日に録画中継された。